# Furacão Noel
O furacão Noel foi o décimo sexto ciclone tropical e o quinto furacão da Temporada de furacões no oceano Atlântico de 2007. Desenvolveu-se em 27 de outubro de uma interação entre uma onda tropical e uma área de baixa pressão de altos níveis na porção centro-norte do mar do Caribe. Noel fortaleceu-se pouco antes de atingir o Haiti, com ventos de 95 km/h. Noel também atingiu Cuba no seu caminho. O sistema tomou rumo para norte e em 1 de novembro tornou-se um furacão. O furacão acelerou para nordeste depois de passar sobre Bahamas. Em 2 de novembro, Noel começou a se tornar um ciclone extratropical. O Centro Canadense de Furacões classificou o sistema no mesmo dia como pós-tempestade tropical Noel até 22:00 UTC de 4 de novembro, momento em que Noel tornou-se totalmente um ciclone extratropical.
A tempestade causou 163 mortes ao longo de seu caminho, principalmente em Hispaniola, devido às enchentes e deslizamentos de terra. Atualmente, Noel é a tempestade mais mortífera desta temporada de furacões. Depois que Noel tornou-se totalmente um ciclone extratropical, causou enchentes e ventos fortes sobre Maine, Estados Unidos, e sobre o leste de Quebec e Labrador, Canadá. De fato, depois que Noel tornou-se um ciclone extratropical, ele tornou-se uma tempestade de neve. Mas a maioria dos danos e mortes causados por Noel foi durante a sua fase tropical. Como ciclone tropical, a menor pressão atmosférica central do sistema foi 980 mbar e os ventos constantes máximos foram 130 km/h. Como ciclone extratropical, a menor pressão atmosférica central do sistema foi 969 mbar e ventos constantes de 140 km/h.

## História meteorológica

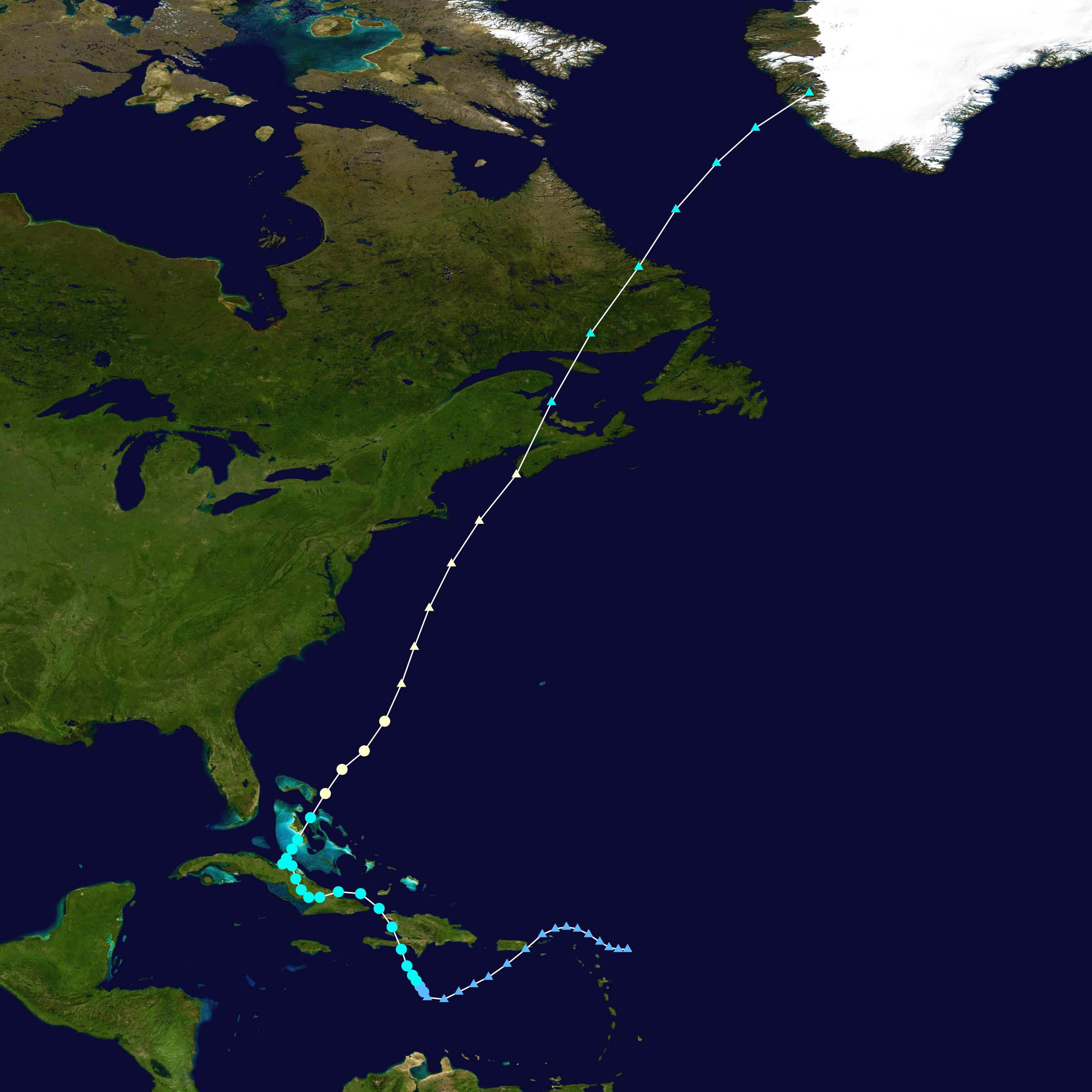
O caminho de Noel

Em 16 de outubro, a onda tropical que participou na formação de Noel deixou a costa ocidental da África. Por vários dias, a onda seguiu para oeste sem mostrar sinais de organização. Assim que a onda se aproximava das Pequenas Antilhas em 22 de outubro com atividade ciclônica e convecção de ar dispersa, começou a interagir com um cavado de superfície ao norte das Pequenas Antilhas e também com um cavado de altos níveis que se estendia para sudoeste, entre o Oceano Atlântico e o Mar do Caribe. A interação da onda com estes dois sistemas produziu uma grande área de baixa pressão formou-se a cerca de 275 km/h a leste-nordeste da porção norte das Pequenas Antilhas no final da noite de 23 de Outubro. Nos dois dias seguintes, a nova área de baixa pressão de superfície deslocou para oeste lentamente, produzindo áreas de tempestades isoladas ao mesmo tempo em que ventos de cisalhamento atuavam sobre o sistema e inibiram um maior desenvolvimento. Em 25 de Outubro, a área de baixa pressão começou a se deslocar para oeste-sudoeste. Apesar dos ventos de altos níveis, a convecção de ar intensificou-se assim que a pressão atmosférica no centro do sistema já organizado caiu. A área de baixa pressão causou chuvas fortes enquanto seguia para oeste-sudoeste, passando sobre a porção norte das Pequenas Antilhas e leste de Porto Rico. A sua convecção de ar inicialmente continuou desorganizada A atividade de temporais organizou-se ainda mais, com uma área de convecção de ar muito intensa à leste do centro da circulação de ar, que estava parcialmente exposto. Baseada nesta organização, o NHC classificou o sistema como depressão tropical Dezesseis na madrugada de 28 de outubro. Neste momento, o centro da depressão estava localizado a cerca de 310 km a sul-sudeste de Porto Príncipe, Haiti. Inicialmente, foi previsto que a depressão seguiria para oeste-noroeste, varrendo a Hispaniola com suas bandas de tempestade exteriores antes de atingir a costa sul-central de Cuba.

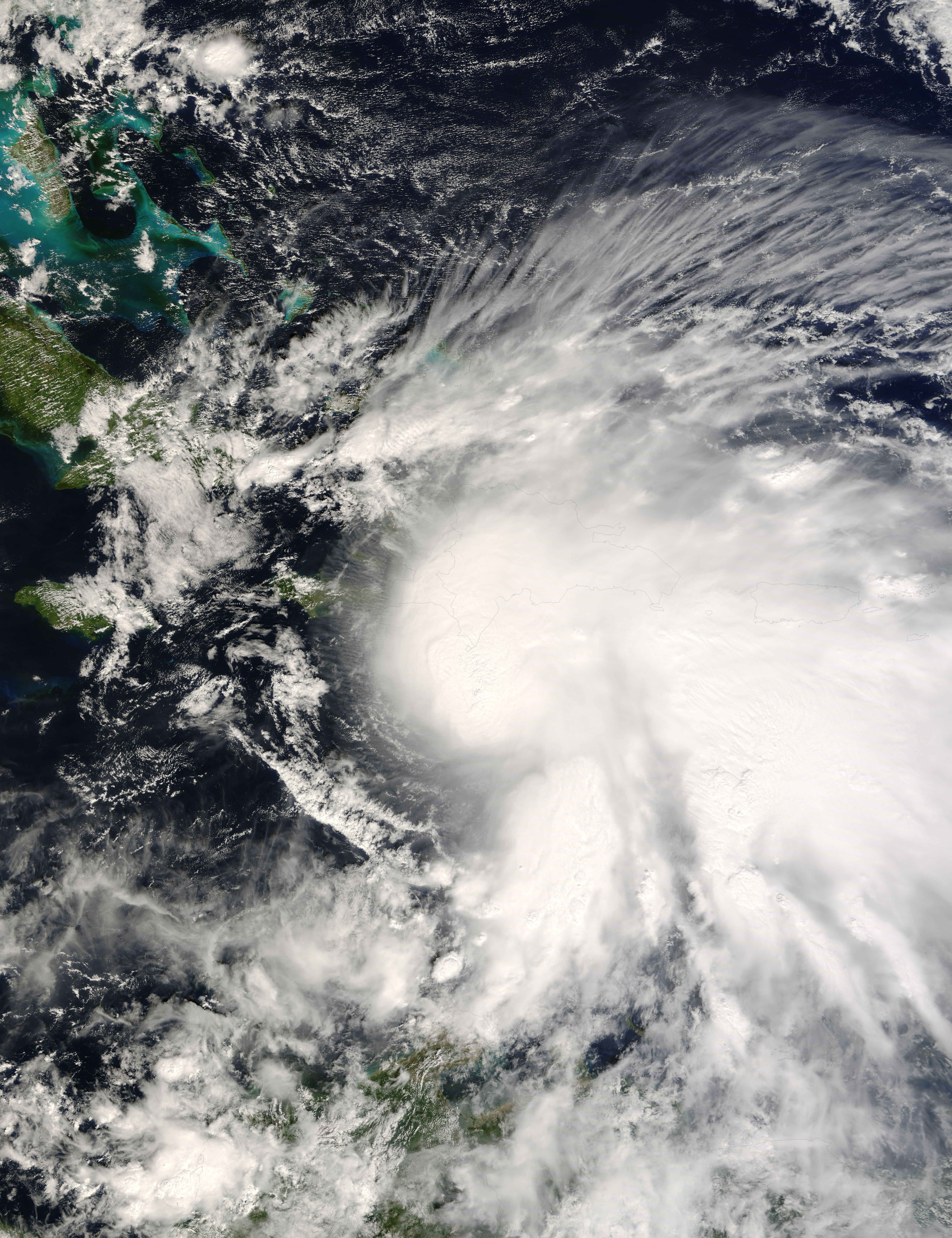
Noel aproximando-se de Hispaniola

Depois de se tornar um ciclone tropical, a onda tropical estava se movendo para oeste-noroeste, localizado ao sul de uma crista que estava sobre a porção oeste do Oceano Atlântico norte. Seis horas após a sua formação, o centro do sistema ficou difícil de ser localizado. Pouco depois, a depressão ficou mais bem organizado; uma grande área de convecção de ar desenvolveu-se sobre seu centro, com algumas bandas de tempestade ao seu sul. Baseado em registros de aviões "caçadores de furacões", o NHC designou o sistema como tempestade tropical Noel às 18:15 UTC de 28 de outubro. Neste momento, seu centro estava localizado a 235 km a sul-sudeste de Porto Príncipe, Haiti. A tempestade rapidamente se fortaleceu depois que seu centro recuperou-se sob a convecção de ar. Por várias horas, Noel seguia em direção a Hispaniola. Em 29 de Outubro, por volta das  07:00 UTC, Noel atingiu a costa sul do Haiti, perto de Jacmel, cerca de 40 km a sul-sudoeste de Porto Príncipe, com ventos constantes de 85 km/h. A tempestade começou a perder organização assim que uma área de baixa pressão de altos níveis próxima a ele começou a aumentar os ventos de cisalhamento. A circulação de ar de superfície ficou pouco definido assim que ele interagia com o terreno montanhoso do Haiti. A tempestade cruzou o oeste do Haiti como uma tempestade tropical desorganizada na manhã de 29 de outubro e logo depois começou a se mover paralelamente à costa nordeste de Cuba enquanto movia-se em volta de uma crista em enfraquecimento. No dia seguinte, a tempestade tropical Noel atingiu a costa de Cuba, perto de Guardalavaca, com ventos sustentados de 95 km/h. Poucas horas depois, o centro de Noel passou perto de La Jiquima, Cuba, onde foi registrado uma pressão atmosférica de 997,9 mbar.
O centro de Noel continuava bem organizado, embora seus ventos sustentados diminuíram rapidamente, para 65 km/h. Na madrugada de 31 de outubro, Noel começou a seguir para norte-noroeste, devido à aproximação de um cavado do oeste e também ao deslocamento para leste de uma crista de médios níveis. Uma grande área de convecção de ar persistia ao seu leste, embora devido aos ventos de cisalhamento, havia pouca convecção perto do seu centro. Pouco depois do meio-dia de 31 de outubro, Noel emergiu no mar, deixando a costa de Cuba, perto de Cayo Coco, por volta do meio-dia e logo após, o ciclone ficou mais bem organizado assim que a circulação de ar ficou mais bem organizado em associação com a convecção de ar. Enquanto o centro de Noel estava localizado relativamente perto da costa norte de Cuba, a tempestade manteve-se praticamente estacionária. Meteorologistas indicavam que Noel poderia executar uma pequena volta ciclônica. O Centro Canadense de Furacões começou a monitorar Noel em 31 de outubro
Na madrugada de 1º de novembro, a convecção começou a se intensificar rapidamente, embora o centro inicialmente continuasse a sudoeste da grande área de temporais. Às 18:00 UTC daquele dia, a tempestade passou sobre a ilha de Andros (Bahamas), perto de Nassau. No final daquele dia, o centro da tempestade seguiu abaixo da convecção de ar e Noel acelerou para nordeste, adentrando em correntes de ar próximas a um cavado; no momento em que Noel adentrou nestas correntes, seu centro ficou distorcido e alongado. O ciclone manteve uma grande área de convecção de ar profunda que envolvia completamente seu centro, com correntes de ar bem definidos e um olho destacado em imagens de satélite. Baseado em registros de aviões "caçadores de furacões", o NHC designou a tempestade como um furacão na madrugada de 2 de novembro. Neste momento, o centro de Noel estava a 285 km a norte-nordeste de Nassau, Bahamas. A sua convecção de ar começou a diminuir assim que Noel começou a se mover sobre águas frias. Devido a isto, o furacão perdeu suas características tropicais assim que o raio de ventos máximos expandiu-se significativamente. No final de 2 de novembro, o núcleo interno de Noel diminuiu significativamente e a estrutura termodinâmica do ciclone tinha ficado assimétrico e frontal, indicando que Noel tinha começado a transição para um ciclone extratropical. Devido a isto, o NHC interrompeu seus avisos. Na madrugada de 3 de novembro, o ciclone extratropical Noel contava com ventos máximos sustentados de 140 km/h e ele gradualmente tomou rumo para norte-nordeste. Assim  que o centro de Noel aproximava-se de Nova Escócia, Canadá, a sua grande circulação de ar produziu ventos fortes sobre a costa atlântica do Canadá e também sobre Nova Inglaterra, Estados Unidos. Em 4 de novembro, o centro do ciclone extratropical Noel atingiu Nova Escócia perto de Chebogue Point e posteriormente atingiu New Brunswick. Sobre o Canadá, o ciclone extratropical remanescente de Noel se enfraqueceu e deixou a costa do Labrador por volta da meia-noite de 5 de Novembro. O sistema fundiu-se com outro ciclone extratropical por volta das 06:00 UTC de 6 de Novembro sobre a Groenlândia.

## Preparativos
O Serviço Nacional de Meteorologia em San Juan, Porto Rico, emitiu avisos e alertas de enchentes para várias localidades (incluindo avisos de enchentes de curta duração) sobre Porto Rico. Devido às condições incertas, as autoridades por lá avisaram os moradores para manterem-se afastados de estradas danificadas e de rodovias Um aviso de enchente de curta duração também foi emitido para as Ilhas Virgens Americanas.
Depois de Noel ser classificado como um ciclone tropical, o governo do Haiti emitiu um aviso de tempestade tropical para as áreas costeiras entre Porto Príncipe e a fronteira com a República Dominicana; ao mesmo tempo, o governo de Cuba emitiu um alerta de tempestade tropical para as províncias de Granma, Santiago de Cuba e Guantánamo. Depois, um alerta de tempestade tropical foi emitido para toda a Jamaica. No momento em que Noel atingiu a costa de Haiti, um aviso de tempestade tropical foi recomendada para a República Dominicana, para as áreas costeiras entre Barahona e a fronteira com Haiti. Um aviso de tempestade tropical também emitido para a porção sudoeste das Bahamas, para Turks e Caicos. Um aviso de furacão foi emitido para o sudeste de Cuba e um alerta de tempestade tropical foi emitido para a parte central das Bahamas.
Assim que a tempestade seguiu mais para o noroeste, um aviso de tempestade tropical foi emitido para as províncias cubanas de Guantánamo, Holguín, Las Tunas, Ciego de Ávila e Camagüey. Soldados cubanos retiraram cerca de 20.000 pessoas de áreas de risco. O Instituto Cubano de Meteorologia avisou aos residentes que eles tivessem preparados, devido às prévias chuvas que já tinham saturado o solo de água. Várias escolas foram fechadas durante a passagem de Noel.
Um aviso de tempestade tropical também foi emitido para a parte noroeste das Bahamas. Lá, a maioria dos escritórios governamentais foram fechados durante a passagem da tempestade. No final de 31 de outubro, um alerta de tempestade tropical foi emitido para o sudeste da Flórida, devido às expectativas que os ventos fortes de Noel poderiam chegar ao estado. O escritório de Miami do Serviço Nacional de Meteorologia dos EUA emitiu um aviso de tempestade tropical para as áreas costeiras entre Ocean Reef e Jupiter. Um aviso de enchente na costa foi emitido para o Condado de Palm Beach e um aviso de ressaca foi emitido para os condados de Broward e Miami-Dade.
Antes da chegada de Noel à costa atlântica do Canadá, avisos de chuvas e ventos fortes foram emitidas para muitas localidades no sudeste do Canadá. O Centro Canadense de Furacões emitiu avisos de ventos com intensidade de furacão para as províncias marítimas do Canadá (Nova Escócia, Nova Brunswick e Ilha do Príncipe Eduardo) e avisos de ventos fortes para todo o sudeste canadense. Os centros de previsões de tempestade de Montreal e Halifax, Canadá, ambos pertencentes ao Serviço Meteorológico do Canadá, emitiram avisos de chuvas e ventos fortes para a Nova Escócia, Nova Brunswick, Ilha do Príncipe Eduardo, Terra Nova e Labrador e leste de Quebec, assim como avisos de fortes nevascas para algumas regiões.

## Impactos
| Área                 | Fatalidades |
| -------------------- | ----------- |
| República Dominicana | 87          |
| Haiti                | 73          |
| Jamaica              | 1           |
| Porto Rico           | 5           |
| Bahamas              | 1           |
| Cuba                 | 1           |
| Total                | 168         |

### Pequenas Antilhas
Chuvas fortes caíram sobre a porção norte das Pequenas Antilhas por vários dias em associação com a perturbação precursora, alcançando não oficialmente 150 mm em Saint Croix e Saint Thomas. Em Santa Lúcia, a chuva causou o transbordamento do Rio Castries. Na capital, Castries, enchentes foram registradas e alguns deslizamentos de terra ocorreram em algumas localidades. O sistema deixou grandes porções de Dominica e algumas localidades em Saint Croix, Ilhas Virgens Americanas, sem eletricidade. Vários acidentes de trânsito foram registrados devido às condições adversas provocadas pelas chuvas fortes.

### Porto Rico

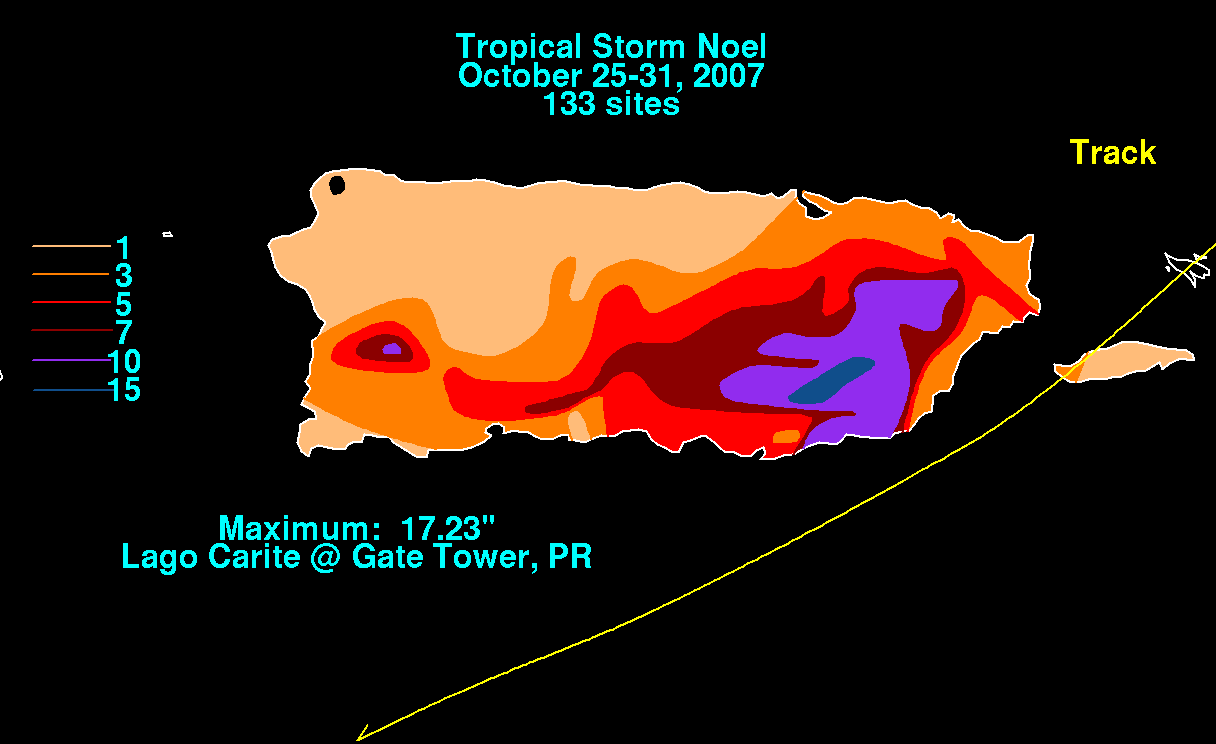
Sumário da precipitação total em Porto Rico

O distúrbio tropical precursor de Noel causou chuvas fortes sobre Porto Rico por vários dias, levando à saturação do solo com água que geralmente levava a formação de enxurradas. Em todos os pontos de Porto Rico choveu; em Gate Tower, a precipitação de chuva alcançou 437,6 mm de água. Enchentes de curta duração foram registrados em Carolina e deslizamentos de terra foram registrados em Utuado. Enchentes ocorreram ao longo de vários rios. No final de 27 de outubro, o Río de la Plata ficou 2,7 m acima do normal em Toa Baja. Devido aos altos níveis de água nos rios, autoridades abriram barragens ao longo do Río de la Plata e do Río Carraízo Há registros não oficiais que cinco pessoas morreram na ilha, devido a deslizamentos de terra e acidentes de trânsito causados pela enchente.

### Haiti e República Dominicana
Chuvas fortes caíram sobre Hispaniola. O NHC alertou que em algumas localidades da ilha poderiam registrar até 760 mm de chuva. Vários dias de chuva causaram enchentes severas, que, de acordo com o registrado, o nível da água alcançou 1,5 m de altura.
Na República Dominicana, 905 mm de chuva foram registrados em Angelina. A precipitação pode ser maior, já que os pluviômetros da localidade transbordaram, impossibilitando a medida exata da precipitação acumulada, que pode ter passado de 1.000 mm. Pessoas afetadas pelas enchentes subiram nos telhados de suas casas ou em árvores. Mais de 62.000 pessoas deixaram suas residências. Além do mais, cerca de 1.000 prisioneiros foram retirados devido à enchente. A enxurrada arrastou várias casas em Santo Domingo e 39 cidades ao sul do país ficaram isolados. A chuva causou enchentes ao longo de vários rios; dez pessoas desapareceram em Piedra Blanca depois que o Rio Maimon transbordou e três pessoas foram mortas em San José de Ocoa, a sudoeste de Santo Domingo, também devido às enchentes. No mínimo 21 pontes foram arrastados pelas enxurradas ou entraram em colapso. Pouco depois que a tempestade passou sobre Hispaniola, a República Dominicana inteira ficou sem eletricidade por cerca de duas horas. dois dias depois, um terço da população ainda estava sem eletricidade. Os danos na agricultura foram estimados em $30 milhões de dólares. no total, mais de 12.000 casas foram danificadas pela passagem de Noel. A tempestade causou a morte de pelo menos 84 pessoas na República Dominicana.
No Haiti, a maior precipitação acumulada foi registrada em Foret des Pins: 405,9 mm de chuva em 48 horas. Cerca de 400 casas foram destruídas e 3.400 pessoas tiveram que recorrer a abrigos por pelo menos dois dias. Pelo menos 57 mortes foram causadas pela passagem de Noel no Haiti.

### Cuba
Em Cuba, caiu cerca de 150 mm de chuva em seis horas em Baracoa. Na região, reservatórios transbordaram. O pico de precipitação em 48 horas foi registrado em Loynaz Hechavarria, onde choveu 309,9 mm entre 28 e 30 de outubro. Ventos fortes e ressacas foram registradas ao longo da costa norte de Cuba. A passagem da tempestade destruiu ou danificou no mínimo 22.000 casas e forçou mais de 80.000 residentes a fugirem para abrigos. 120 casas foram destruídas na Província de Camagüey. Enchentes isolaram algumas áreas, pois danificaram mais de 13.000 km de rodovias. Os danos na agricultura no país foram estimados em $305 milhões de dólares; o pais perdeu cerca de 10% da produção de café e pelo menos 50% da produção de cana de açúcar foi afetada. A precipitação de chuva foi três vezes maior do que a média esperada para o mês inteiro na Província de Guantánamo; uma barragem na província transbordou. O governo diz que as enchentes foram as piores em 45 anos. Uma pessoa morreu quando tentou atravessar um rio que estava transbordado.

### Jamaica e Bahamas

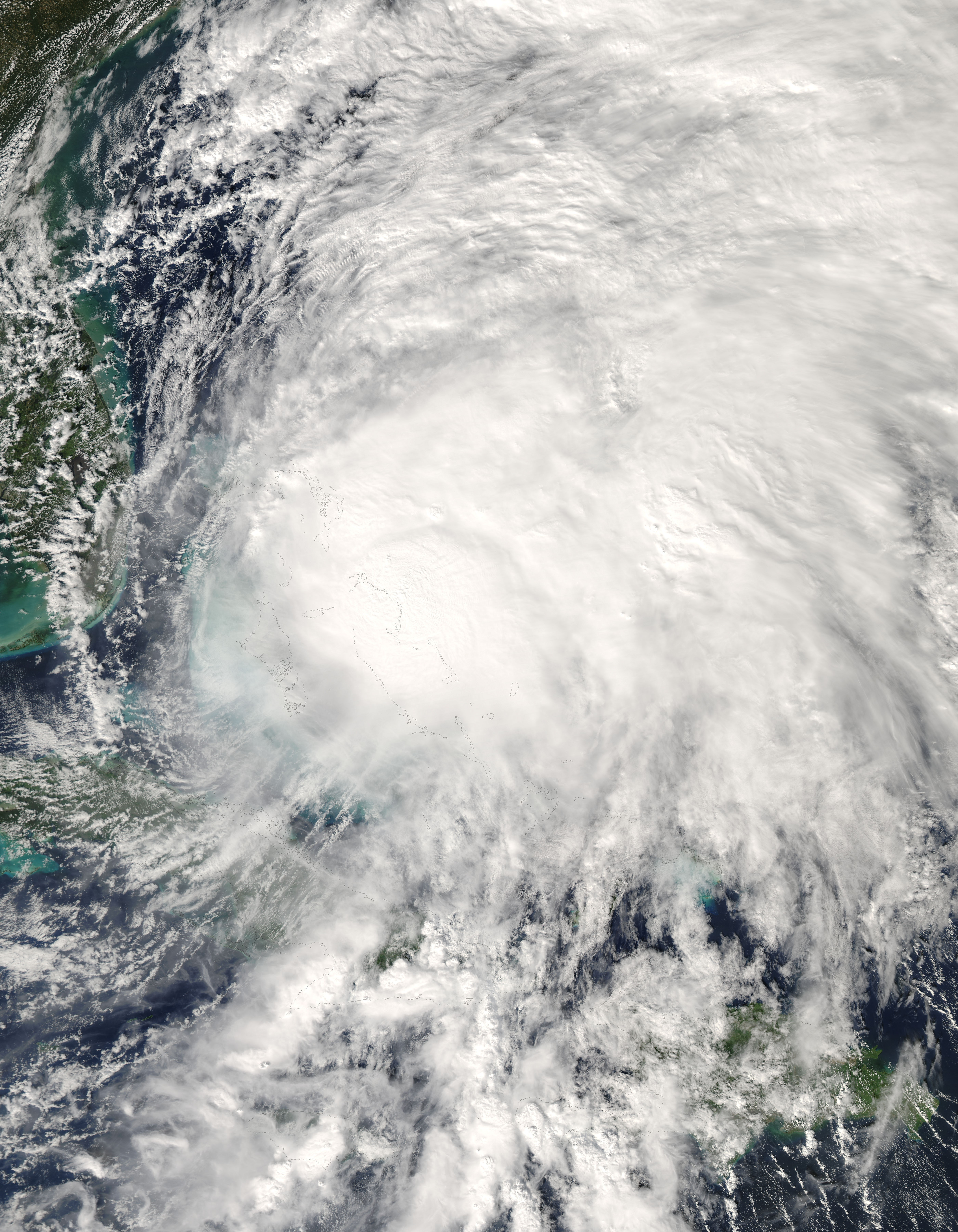
A tempestade tropical Noel sobre as Bahamas

Chuvas fortes caíram sobre porções da Jamaica; as chuvas causaram o desmoronamento de uma casa. Este desmoronamento causou a morte de uma pessoa. A chuva também causou no mínimo 20 deslizamentos de terra na ilha.
Noel causou fortes chuvas também sobre porções das Bahamas, alcançando o pico de precipitação de 747,5 mm em Long Island. Enchentes foram registradas, especialmente na Ilha Abaco. 400 pessoas tiveram que ser retiradas. No país, uma pessoa morreu devido à passagem de Noel.

### Estados Unidos

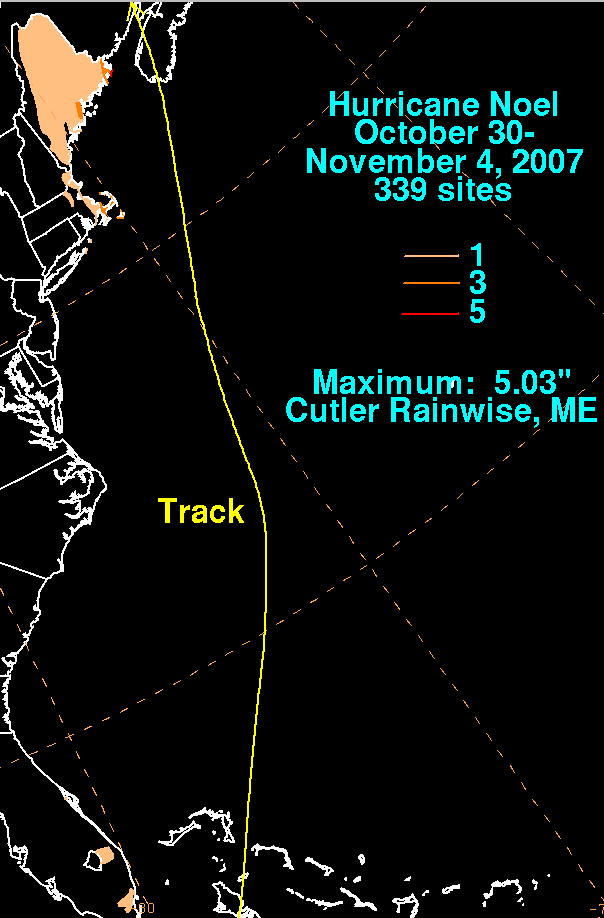
Sumário de precipitação de chuva associado a Noel

A interação entre Noel e uma crista ao seu norte produziu fortes rajadas de ventos e ressacas ao longo da costa leste da Flórida; no sul da Flórida, foram registrados ventos constantes de 68 km/h, com rajadas de 87 km/h. Ressacas severas foram registradas que resultaram no fechamento do píer Os danos causados pela ressaca totalizaram mais de $3 milhões de dólares. bandas de tempestade exteriores de Noel alcançaram a Flórida; em algumas localidades do estado choveu mais de 15 mm de água.
Já como um ciclone extratropical, Noel produziu ventos moderados ao longo de Outer Banks, na Carolina do Norte; ventos constantes de 47 km/h com rajadas de 80 km/h foram registradas em Duck (Carolina do Norte). Os ventos derrubaram linhas de transmissão de eletricidade. 6.000 pessoas ficaram sem energia elétrica em Hatteras e Ocracoke. Apesar dos ventos, caiu pouca chuva; em Morehead City caiu 13 mm de chuva. A tempestade também gerou ondas fortes que deixou a rodovia estadual 12 da Carolina do Norte parcialmente coberto com água e areia.
A parte oeste do ciclone extratropical Noel atingiu a região da Nova Inglaterra, nordeste dos Estados Unidos, principalmente a costa dos estados de Massachusetts e Maine, em 3 de novembro. Em Nantucket Island, Massachusetts, foram registrados ventos constantes de 94 km/h com rajadas de 116 km/h. Estes ventos causaram a queda de árvores e de torres de linha de transmissão de energia elétrica, que deixou cerca de 80.000 pessoas sem eletricidade. A rajada de vento mais forte registrado em território americano foi de 143 km/h em Barnstable, Massachusetts. embora rajadas mais fortes fossem registradas em águas bem próximas à costa. No estado de Maine, foram registrados ventos de 105 km/h.

### Sudeste do Canadá
A tempestade continuou sobre a costa atlântica do Canadá com força total no final de 3 de novembro e na madrugada de 4 de novembro. No país, foram registrados ventos constantes de 113 km/h e a mais forte rajada de vento foi de 179 km/h em Wreckhouse. Vários voos foram cancelados e cerca de 150.000 pessoas em Nova Escócia e Nova Brunswick, devido aos ventos fortes e a "névoa de sal", que danificou várias linhas de transmissão. Enchentes foram registradas devido às chuvas fortes. Na Ilha do Príncipe Eduardo, 10.000 pessoas ficaram sem eletricidade. A Terra Nova não foi afetada aparentemente, apesar de balsas terem sido canceladas naquele fim de semana e os ventos terem alcançado 180 km/h em Wreckhouse. Mais de 70 mm de chuva caiu em algumas áreas e ondas de mais de 12 metros foram registrados próximo à costa de Nova Escócia. Várias rodovias próximas à costa foram "varridas" com a ressaca. Várias pedras foram arrastadas pelas ondas fortes para áreas relativamente distantes da costa. Uma área destinada à criação de peixes foi praticamente destruída; somente nesta área, os prejuízos foram calculados em um milhão de dólares.

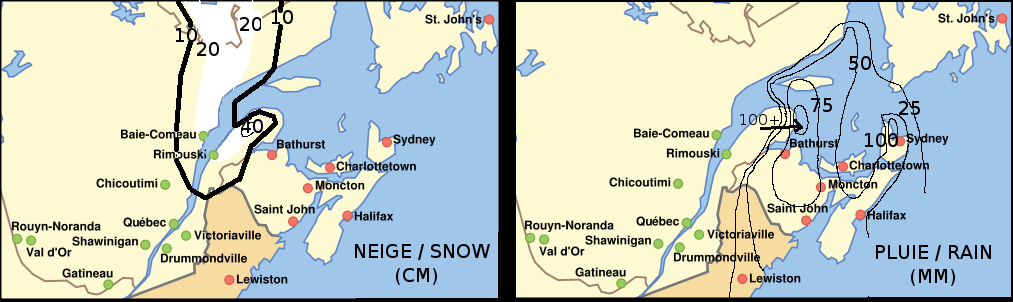
Sumário de precipitação de chuvas e neve no Canadá

No leste de Quebec, mais de 130 mm de chuva caiu em Gaspérie, Anticosi e Côte-Nord, causando enchentes em várias áreas. Nas regiões de Bas-Saint-Laurent, Sept-Iles e Baie-Comeau, caiu mais de 20 cm de neve. A neve causou um acidente envolvendo um ônibus, que deixou dez feridos. As chuvas causaram o colapso da estação de tratamento de água em Percé, Quebec; a cidade decretou que toda a população deveria ferver a água antes do uso. A cidade também ficou isolada devido a interrupção da rodovia estadual 132 de Quebec. Em Quebec, mais de 19.000 pessoas ficaram sem eletricidade. A queda de energia comprometeu a produção industrial em Côte-Nord, incluindo o setor de Alumínio. Na região de Minganie, uma torre de transmissão de energia estratégica foi danificada pela queda de neve e chuva congelada, causando a suspensão do fornecimento de energia elétrica e a suspensão das atividades escolares.

## Conseqüências
O governo da República Dominicana distribuiu kits de emergência para 145.000 famílias logo após a passagem de Noel. Os kits incluíam alimentos, cobertores, colchões e redes de mosquitos. A ajuda humanitária foi estimada em $3 milhões de dólares. O governo dominicano requereu um empréstimo de $200 milhões de dólares do Banco Interamericano de Desenvolvimento e do Banco Mundial em 1º de novembro.  O governo do Haiti disponibilizou cerca de $1,5 milhões de dólares para as pessoas que foram afetadas pela tempestade.
O Japão doou à República Dominicana várias toneladas de remédios. A Unicef doou alimentos e artigo de higiene para crianças menores de 5 anos. A Agência Espanhola de Cooperação internacional (Aeci) enviou uma doação em dinheiro de 200.000 euros para a aquisição de remédios, cobertores e alimentos. O Programa Mundial de Alimentos (PMA), das Nações Unidas enviou ao país cerca de 56 toneladas de bolachas fortificadas. Os Estados Unidos doou ao país cerca de $960.000 dólares em dinheiro. A Cruz Vermelha enviou ao país um avião trazendo 42 toneladas de suprimentos. A entidade também doou cerca de $195.000 dólares à República Dominicana e cerca de $125.000 dólares ao Haiti.

## Retirada do nome
O nome Noel foi retirado oficialmente pela Organização Meteorológica Mundial (OMM) em 13 de Maio de 2008 durante a sua reunião anual em Orlando, Flórida. O nome Noel foi substituído por Nestor na lista V da lista oficial de nomes de furacões atlânticos. Sendo assim, Nestor será usado pela primeira vez na temporada de furacões no Atlântico de 2013.